# Barraca de la Guàrdia
La barraca de la Guàrdia, o barraca A-04, és una barraca de vinya situada al municipi de Subirats (Alt Penedès), en un camp de vinyes al nord del barri de la Guàrdia, a Sant Pau d'Ordal.
És una construcció aixecada en pedra seca situada sobre una superfície plana i erma, prop d'un camp de vinya, de planta circular i forma troncocònica, de 2 m de diàmetre a la base i una alçada màxima de 2,50 m. Disposa, al seu interior, de dues fornícules. La construcció és de la tipologia de sostre de falsa volta, típic en aquestes edificacions (acostament de filades de pedra seca, sense cap mena de material d'unió, i amb una gran llosa per tapar el sostre).
El llindars laterals de la porta estan fets amb les mateixes pedres irregulars que conformen la paret circular de la barraca, observant-se morter de calç per consolidar l'obertura. Per llindar superior hi ha, en canvi, una gran llosa. El portal està orientat al sud-sud-oest, té una alçada de 150 cm, una amplada de 62 cm i un gruix de 70 cm. A la dreta de la porta s'observen restes d'un mur adossat a la barraca, que va davallant fins a quedar colgat sota terra. El sostre està cobert de pedruscall i terra, utilitzada per a consolidar les pedres que conformen la cúpula de la barraca.
El codi utilitzat en la denominació d'aquesta barraca (lletra + número) procedeix d'un estudi realitzat per Araceli Soler i Jaume Rovira, que intenta sistematitzar la informació sobre aquests elements arquitectònics al terme de Subirats.